# El Haouch
El Haouche est une commune de la wilaya de Biskra en Algérie. El Haouche est une petite Oasis, une commune de la daira de Sidi Okba située à une cinquantaine de km du chef-lieu de la wilaya de Biskra en Algérie.